# Sandra Ostrowska
Sandra Ostrowska (19 de enero de 2000) es una deportista polaca que compite en piragüismo en la modalidad de aguas tranquilas. Ganó tres medallas en el Campeonato Europeo de Piragüismo, en los años 2021 y 2024.

## Palmarés internacional
| Campeonato Europeo | Campeonato Europeo | Campeonato Europeo | Campeonato Europeo |
| Año                | Lugar              | Medalla            | Competición        |
| ------------------ | ------------------ | ------------------ | ------------------ |
| 2021               | Poznań (Polonia)   | Medalla de bronce  | K2 1000 m          |
| 2024               | Szeged (Hungría)   | Medalla de plata   | K4 500 m           |
| 2024               | Szeged (Hungría)   | Medalla de bronce  | K2 200 m           |